# Genocid v Bosni in Hercegovini (1992–1995)
Med vojno v Bosni in Hercegovini (1992 - 1995), ki je bila ena izmed vojn ob razpadu Jugoslavije, so oborožene sile vseh udeleženih strani zagrešile veliko vojnih zločinov. Nekatere skupine zločinov so na sodiščih opredeljene kot zločini proti človeštvu in/ali genocid. Najhujše dejanje genocida je bil srebreniški pokol, ki ga je zagrešila nad bošnjaškim prebivalstvom Armada Republike Srbske pod poveljstvom Ratka Mladića in vrhovnim poveljstvom Radovana Karadžića.
Pokol več kot 8.000 Bošnjakov v Srebrenici v juliju 1995 so večkratno sodišča in predstavniški organi opredelili kot genocid. Veliko vojnih zločinov, v katerih so žrtve tudi bile izbrane po narodnostni ali verski pripadnosti, pa niso bile enoznačno opredeljene kot genocid. Prav tako še niso izrečene vse sodbe o krivdi za storjene zločine. Tako še vedno poteka sodni postopek pred mednarodnim sodiščem za vojne zločine na območju nekdanji Jugoslaviji (ICTY) proti Mladiću in Karadžiću.
Seznam sodnih postopkov za genocid v Bosni in Hercegovini glej v angleškem ali hrvaškem Wiki-članku.
Karadžić in Mladić sta (vsak posebej) pred mednarodnim sodiščem ICTY obdolžena za:
Točka 1: Genocid v občinah 
Bratunac, Foča, Ključ, Kotor Varoš, Prijedor, Sanski Most, Vlasenica in Zvornik.
Točka 2: Genocid v občini Srebrenica.
Točka 3: Preganjanje na politični, rasni ali verski osnovi (zločin prot človeštvu) v občinah: 
Banja Luka, Bijeljina, Bosanska Krupa, Bosanski Novi, Bratunac, Brčko, Foča, Hadžići, Ilidža, Kalinovik, Ključ, Kotor Varoš, Novi Grad, Novo Sarajevo, Pale, Prijedor, Rogatica, Sanski Most, Sokolac, Trnovo, Vlasenica, Vogošća, Zvornik in Srebrenica.
Obdolžena sta tudi umorov, deportacij, nečloveških dejanj, širitve terorja med civilisti, nezakonitih napadov na civiliste in zajetja talcev.